# Estelle Kohler
Estelle Kohler (28 marzo 1940) è un'attrice britannica, nota soprattutto in campo teatrale.

## Biografia
Nata e cresciuta in Sudafrica, Estelle Kohler si è affermata in Gran Bretagna come un'apprezzata interprete shakespeariana e membro della Royal Shakespeare Company, per cui ha recitato molti dei grandi ruoli del repertorio elisabettiano, tra cui Ofelia in Amleto, Olivia ne La dodicesima notte, Giulietta in Romeo e Giulietta, Isabella in Misura per misura, Ippolita e Titania in Sogno di una notte di mezza estate,Tamora in Tito Andronico e Paulina ne Il racconto d'inverno. Nel corso della sua carriera è stata candidata due volte al Premio Laurence Olivier, il massimo riconoscimento del teatro inglese: per la migliore attrice nel 1988 per Tito Andronico e alla miglior attrice non protagonista per Il racconto d'inverno.

## Filmografia parziale
- Investigatore offresi (Public Eye) – serie TV, 1 episodio (1971)
- The Main Chance - serie TV, 9 episodi (1972)